# Bågsäv
Bågsäv (Scirpus radicans) är en halvgräsart som beskrevs av Christian Schkuhr. Bågsäv ingår i släktet skogssävssläktet, och familjen halvgräs. Inga underarter finns listade i Catalogue of Life.